# Ralf Fröberg
Ralf Fröberg, född den 22 december 1943, är professor emeritus i matematik vid Stockholms universitet. Fröberg disputerade 1977 vid Stockholms universitet för Christer Lech. Han är verksam inom kommutativ algebra och homologisk algebra. Fröberg har gjort väsentliga bidrag inom teorin för Koszulalgebror, även kallade Fröbergalgebror.